# Chaty kryte strzechą pod wzgórzem
Chaty kryte strzechą pod wzgórzem (hol. Rietgedekte huizen tegen een heuvel, ang. Thatched Cottages by a Hill) – obraz Vincenta van Gogha namalowany w lipcu 1890 podczas jego pobytu w miejscowości Auvers-sur-Oise.
Nr kat.: F 793, JH 2114.

## Historia
Van Gogh spędził kilka ostatnich miesięcy swego życia w Auvers-sur-Oise, małym miasteczku położonym na północ od Paryża. Przyjechał tam z Saint-Rémy w maju 1890. Na początku czerwca pisał do siostry Willeminy: jest [tu] kilka dachów pokrytych omszałymi strzechami, które są wspaniałe i z którymi na pewno coś zrobię. Miejscami widoczne jest surowe płótno, co wskazuje, iż artysta nie ukończył obrazu przed swoją śmiercią 29 lipca.
W 1933 obraz został podarowany przez C. Franka Stoopa galerii Tate Collection w Londynie, w której obecnie się znajduje.